# Miss Italia (film)
Miss Italia è un film del 1950 diretto da Duilio Coletti.
Girato in bianco e nero con il taglio e l'ambientazione del fotoromanzo, sceneggiato da Vittorio Nino Novarese e Fulvio Palmieri, il film è una commedia che ruota intorno alle vicende del concorso di bellezza di Miss Italia, a quel tempo ancora ai suoi albòri e presenta una ventitreenne Gina Lollobrigida in competizione come reginetta di bellezza, e l'avvenente Constance Dowling, attrice statunitense che in quegli anni viveva in Italia, dove ebbe una liaison amorosa con lo scrittore Cesare Pavese.

## Trama
Il giornalista Massimo Lega decide di fare un reportage sulle concorrenti di Miss Italia. Incontra così diverse ragazze ognuna con una sua storia e una sua personalità. Al reportage però si sovrappone anche un intrigo poliziesco.

## Produzione
Per ragioni di distribuzione commerciale, il cast annoverava, oltre a Dowling, anche la star statunitense Richard Ney.
La pellicola è stata prodotta da Antonio Mambretti e Carlo Ponti; le musiche sono di Felice Montagnini e la fotografia di Mario Bava; montaggio di Mario Serandrei e costumi di Piero Gherardi.
Il film segnò il debutto cinematografico per l'attore Carlo Hintermann.

## Distribuzione
Distribuito nel 1950 (nel 1952 per la televisione USA con il titolo My Beautiful Daughter). 
Sul mercato cinematografico argentino il film - durata 102 minuti - venne vietato ai minori di 13 anni.

## Influenza culturale
Il regista Giuseppe Tornatore ha inserito una scena del film nella sequenza finale di baci in Nuovo Cinema Paradiso.